# Servicio Internacional de Evaluación de la Lengua Española

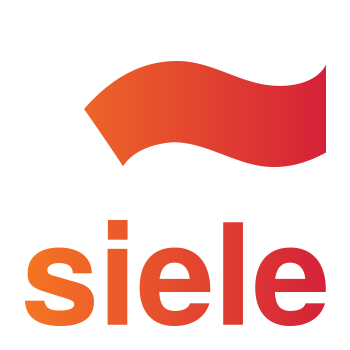
Logo de SIELE, Servicio Internacional de Evaluación de la Lengua Española

Servicio Internacional de Evaluación de la Lengua Española (SIELE) es un servicio de evaluación y certificación del grado de dominio del español a través de medios electrónicos dirigido a estudiantes y profesionales de todo el mundo.
Está promovido por el Instituto Cervantes, la Universidad Nacional Autónoma de México, la Universidad de Salamanca y la Universidad de Buenos Aires.
SIELE cuenta con más de 75 universidades asociadas presentes en los 22 países de Iberoamérica que colaboran en la investigación de la enseñanza del español, respaldan la calidad del contenido y aportan materiales didácticos innovadores. La excelencia de estas instituciones es una de las claves en la fiabilidad y el prestigio académico de SIELE.
El certificado de español SIELE es un examen en línea que se realiza en Centros de Examen Autorizados. Son más de 85 los países y más de 800 los centros en los que los candidatos pueden certificar su español. Ellos pueden examinarse en el lugar y en el momento que elijan, ya que no existen las convocatorias previas. 
Los resultados del examen se reciben en un periodo máximo de tres semanas. 

## Pruebas de SIELE
SIELE certifica el grado de competencia en la lengua española a través de cuatro pruebas: 
- Comprensión de lectura: consta de 5 tareas con un total de 38 preguntas. El candidato debe leer varios textos con diferentes grados de complejidad y contestar preguntas sobre ellos. El tiempo máximo para realizar esta prueba es de 60 minutos y su corrección es automática e inmediata teniendo un valor máximo de 250 puntos.
- Comprensión auditiva: esta prueba tiene un total de 6 tareas con 38 preguntas. El candidato debe escuchar grabaciones de diferentes tipos (conversaciones, conferencias, etc.) con diferentes grados de complejidad y contestar preguntas sobre ellas. El tiempo máximo de realización es de 55 minutos y su corrección es automática e inmediata teniendo un valor máximo de 250 puntos.
- Expresión e interacción escritas: esta prueba consta de un total de 2 tareas donde el candidato debe escribir dos textos, de acuerdo con las instrucciones y los textos que se le proporcionan. El tiempo máximo para completar esta prueba es de 50 minutos teniendo un valor total de 250 puntos. El contenido de esta prueba se graba y se evalúa posteriormente por calificadores expertos de SIELE.
- Expresión e interacción orales: el candidato debe grabar sus respuestas a diferentes preguntas que escuchará, así como realizar dos presentaciones orales. El tiempo máximo para completar esta prueba es de 15 minutos teniendo un valor total de 250 puntos. El contenido de esta prueba se graba y se evalúa posteriormente por calificadores expertos de SIELE.
SIELE toma como referencia los niveles establecidos por el Marco Común Europeo de Referencia para las Lenguas (MCER) del Consejo de Europa.

## Modalidades de examen SIELE

### SIELE Global

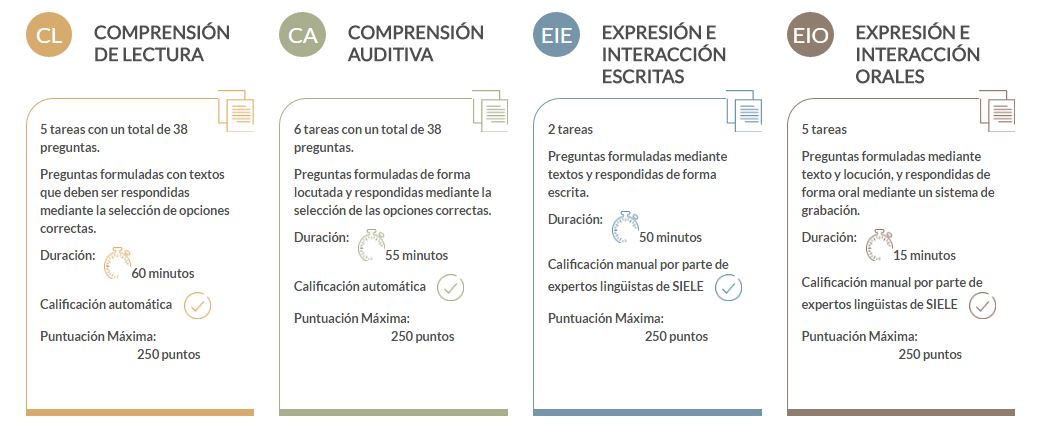

Consta de 4 pruebas que se corresponden con las cuatro principales actividades comunicativas de la lengua. Se realiza en 3 horas y la puntuación total es sobre 1000 puntos (cada prueba tiene un máximo de 250 puntos).

### Modalidades independientes
Al realizar una de las modalidades independientes SIELE, se recibe un informe con vigencia de cinco años que incluye la puntuación obtenida en la prueba o pruebas realizadas y su correspondencia con los niveles MCER.

#### S1
Informe que acredita internacionalmente el nivel de comprensión del Comprensión de lectura y Comprensión auditiva del idioma español. 

#### S2
Informe que acredita internacionalmente el nivel de Comprensión de lectura y Expresión e interacción escritas en español. 

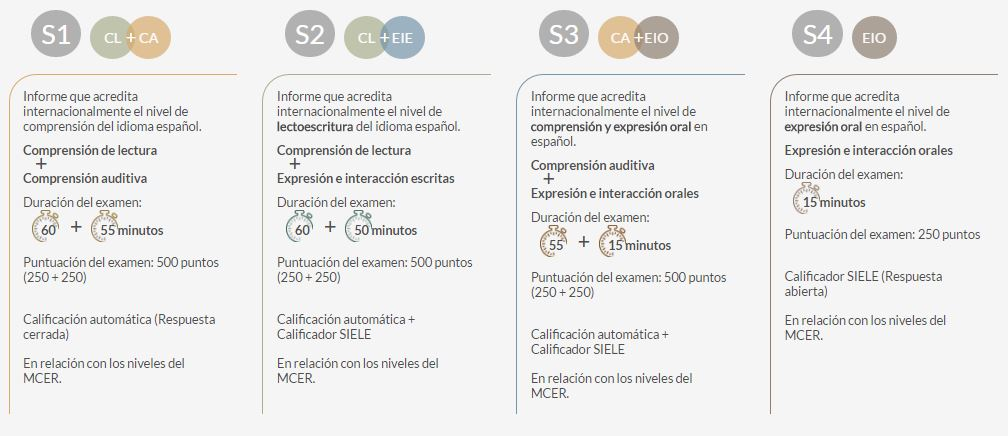

#### S3
Informe que acredita internacionalmente el nivel de Comprensión auditiva y Expresión e interacción orales en español.  

#### S4
Informe que acredita internacionalmente el nivel de Expresión e interacción orales en español.
S5
Informe que acredita internacionalmente el nivel de Expresión e interacción escritas y Expresión e interacción orales en español.